# Luis Alberto Tamayo
Luis Alberto Tamayo (San Fernando, 23 de febrero de 1960) es escritor chileno conocido principalmente por sus obras para niños.

## Biografía
Tamayo  realiza su educación preescolar, kinder y enseñanza básica 1° a 8° en la escuela Básica N° 40 de La Cisterna (hoy liceo Polivalente Olof Palme). Rinde desde primero a tercero de educación Media en el Liceo de hombres N° 14 de La Cisterna, (hoy Liceo Juan Gómez Millas) y finaliza su enseñanza media realizando el cuarto medio en el Liceo de hombres N° 6  (hoy Liceo Andrés Bello A 94). Estudió Pedagogía en la Universidad de Chile, donde se tituló de profesor de Educación General Básica en 1982. Es hermano del reconocido profesor Lautaro Muñoz Tamayo
.

Comenzó su carrera literaria siendo estudiante, en 1978, cuando se presentó al concurso organizado por el Arzobispado de Santiago con motivo del XXX aniversario de la Declaración Universal de los Derechos Humanos Todo hombre tiene derecho a ser persona, que ganó con su cuento «Ya es hora». 
Tamayo tuvo en 1989 una experiencia que marcó su formación como literato: la participación en el taller Heinrich Böll, dirigido por Antonio Skármeta en el Instituto Goethe de Santiago, donde pudo compartir con Francisco Mouat, Alberto Fuguet, Rafael Gumucio, Pablo Azócar, Andrea Maturana y otros jóvenes escritores. 
“Me tocó conocer a individuos que tenían historias distintas a las mías. Algunos habían vivido en Francia, en Hollywood, en Los Ángeles como Fuguet, habían leído una cantidad de autores que yo no había leído por razones de situación social, económica. Estaban muy al día en muchas cosas. Yo había leído literatura española, que es la que tenía mi padre cuando había estudiado en la universidad. Contrastar experiencias fue muy valioso… Creo que fue un gran aporte de Antonio Skármeta. De repente llegaba con José Donoso, con Nicanor Parra, con el Mono Olivares. Las conversaciones que fuimos teniendo fueron una escuela maravillosa, irrepetible. A pesar de la fuerza que siento en mí como escritor, creo que ese taller me ahorró fácil 10 años de trabajo. Pude arribar a conclusiones artísticas que me hubiera demorado en llegar”, recuerda Tamayo aquella experiencia.
En los años 1990 escribió la novela breve Caballo loco, campeón del mundo, en la que recrea la historia del caballo Huaso, que batió un récord mundial de salto alto el 5 de febrero de 1949. Ganadora del concurso de Edebé, marco el comienzo de su colaboración con esta editorial.
Varias de las obras posteriores de Tamayo han sido premiadas; entre los galardones obtenidos cabe destacar el Premio Altazor 2014 por Un gran gato como mejor libro para niños publicado en 2013. Durante cinco años Tamayo formó parte del equipo de libretistas de la serie de televisión Los Venegas transmitida por Televisión Nacional de Chile. 
Tamayo trabaja en el Colegio Altamira de Peñalolén, pero no como profesor, sino como cuentacuentos.

## Obras
- Ya es hora, cuentos, 1986

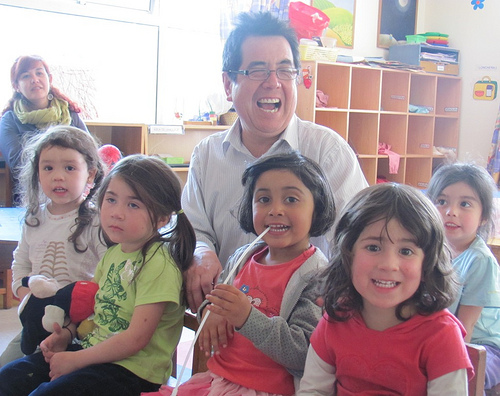
Tamayo con niños

- Caballo loco, campeón del mundo, novela breve, Edebé, 1997
- La goleta Virginia, Edebé, 1998
- El extraño caso Jack Hooligans, Edebé, 2016
- Pequeña historia de la señorita X. Testimonio de una adopción, 2001
- "El hospital", cuentos, Ediciones el juglar 2013
- Un gran gato, Edebé, 2013
- Litho descubridor de piedras, Edebé, 2015
- Litho y los diamantes negros, Edebé
- Simón ya no quiere ser emperador, Edebé
- Historia de Martín, ocholibros, 2014
- "Sobremesa", taller de varonas de cartón, 2015
- "La historia infinita del gusanito carpocapsa, Edebé 2015
- "Espantoso" , Ocholibros, 2016
- "El niño del bidón amarillo", Edebé, 2017
- "Nos cuesta la vida", cuentos para grandes. Edebé, 2019
- "La Araña Miró", libro álbum,  con ilustraciones  de Alejandra Basaure. Edebé, 2019

## Premios y reconocimientos

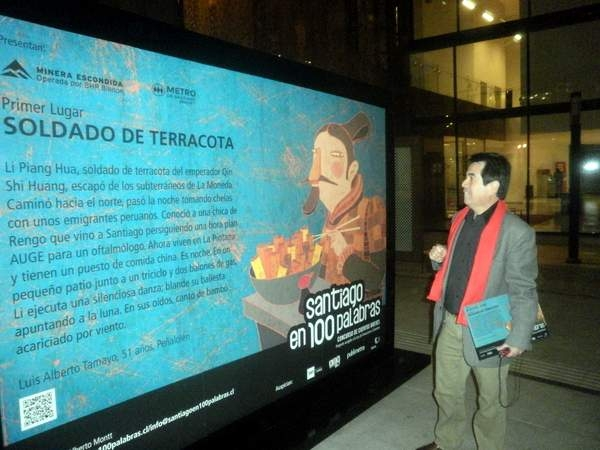
Tamayo junto a su cuento ganador

- Primer premio en el concurso Todo hombre tiene derecho a ser persona 1978 organizado en el marco del Año Internacional de los Derechos Humanos con el cuento «Ya es hora»
- Primer premio de novela corta en el concurso de la editorial Edebé 1996 con  Caballo loco, campeón del mundo
- Primer premio Concurso de cuento infantil organizado por CORDAM Y COPEC en 1998 con "Cipriano, las arañas y el pulpo tejedor"
- Primer premio Concurso Cuentos organizado por Alfaguara y el Banco de Santiago, 2000, con el cuento «Fotos de familia»
- Primer premio Concurso de cuentos Aún creemos en los sueños, a 30 años del Golpe, organizado en 2003 por Letras de Chile, salón del libro de Gijón y Le Monde Diplomatique, con el cuento "La cara del Juanano".
- Primer premio Concurso Santiago en 100 palabras, 2011, con el cuento «Soldado de terracota»[2]
- Primer premio Concurso Nacional Arte y Derechos Humanos 2013, Instituto Nacional de Derechos Humanos con el cuento «El hospital»
- Premio Altazor 2014, categoría Literatura Infantil y Juvenil, por Un gran gato